# 이재상 (연출가)
이재상(1968년 ~ )은 KBS 드라마본부의 프로듀서이다.

## 작품

### 방송
| 방송사 | 제목                                       | 역할     | 기간            |
| ------ | ------------------------------------------ | -------- | --------------- |
| KBS2   | KBS 월화 미니시리즈 《열애》               | 스태프   | 1997년          |
| KBS1   | 청소년 드라마 《학교3》                    | 연출     | 2000년 ~ 2001년 |
| KBS2   | KBS 월화 미니시리즈 《고독》               | 프로듀서 | 2002년          |
| KBS2   | KBS 월화 미니시리즈 《백설공주》           | 연출     | 2004년          |
| KBS2   | KBS 수목 미니시리즈 《두번째 프러포즈》    | 프로듀서 | 2004년          |
| KBS2   | KBS 특집드라마 《새아빠는 스물아홉》       | 연출     | 2005년          |
| KBS2   | KBS 월화 미니시리즈 《봄의 왈츠》          | 프로듀서 | 2006년          |
| KBS2   | KBS 수목 미니시리즈 《달자의 봄》          | 연출     | 2007년          |
| KBS2   | KBS 수목 미니시리즈 《아빠 셋 엄마 하나》  | 연출     | 2008년          |
| KBS1   | KBS TV소설 《큰 언니》                     | 연출     | 2008년 ~ 2009년 |
| KBS2   | KBS 주말연속극 《솔약국집 아들들》         | 연출     | 2009년          |
| KBS2   | KBS 드라마 스페셜 《끝내주는 커피》        | 연출     | 2010년          |
| KBS2   | KBS 월화 미니시리즈 《구미호: 여우누이뎐》 | 연출     | 2010년          |
| KBS2   | KBS 주말연속극 《사랑을 믿어요》           | 연출     | 2011년          |
| KBS2   | KBS 수목 미니시리즈 《예쁜 남자》          | 연출     | 2013년 ~ 2014년 |
| KBS2   | KBS 월화 미니시리즈 《트로트의 연인》      | 연출     | 2014년          |
| KBS2   | KBS 주말드라마 《아버지가 이상해》         | 연출     | 2017년          |
| KBS2   | KBS 주말드라마 《한 번 다녀왔습니다》      | 연출     | 2020년          |